# Казал ди Крета (Авелино)
Казал ди Крета је насеље у Италији у округу Авелино, региону Кампанија.
Према процени из 2011. у насељу је живело 51 становника. Насеље се налази на надморској висини од 423 м.